# フラム (駆逐艦)
フラム (USS Fullam DD-474) はアメリカ海軍のフレッチャー級駆逐艦。ウィリアム・フラム少将（1855-1926）にちなんで名付けられた。

## 艦歴
「フラム」は1942年4月16日にマサチューセッツ州ボストンのボストン海軍工廠で進水し、艦名の由来となったウィリアム・フラム少将の孫娘、ミス・マリアナ・F・ウェルチの後援で H。C.ダニエル中佐の指揮の元、1943年3月2日に就役した。
6月28日にカリフォルニア州サンディエゴに到着し、東海岸の護衛を短期間務めた後、ハワイ諸島で訓練を受けた後、8月28日にニューヘブリデス諸島のエファテ島に到着し、ソロモン諸島での護衛と哨戒任務を行なった。
11月1日、ブーゲンビル島のタロキナ岬の連合軍上陸時、「フラム」はブーゲンビルへの援軍や物資を運ぶ輸送船団を護衛した。また、1944年1月25日にブーゲンビル島のエンプレスオーガスタ湾で日本軍陣地を砲撃した。

1月30日、連合軍のグリーン諸島上陸前の威力偵察を行うニュージーランド軍とアメリカ軍4個中隊からなる部隊を乗せた輸送船を護衛し部隊をグリーン諸島ニッサン島に上陸させた。
また、2月15日のニッサン島上陸作戦時にニュージーランド軍とアメリカ軍が上陸した際、「フラム」は援護を行った。
その後3か月間、ソロモン諸島で哨戒、護衛、砲撃の任務を続け、1944年3月20日にエミラウ島上陸に参加した。
ソロモン諸島のフロリダ島のポートパービスとエスピリトゥサントで訓練と補給を行った後、第5艦隊に加わりマリアナ諸島攻略に参加した。6月12日にテニアン島沖に到着し、サイパン島に13日から15日の上陸まで艦砲射撃を行った。その後、敵機動部隊を捜索するため西方へ移動し、マリアナ沖海戦が始まると、「フラム」は6月19日に空母機動部隊に再び加わった。マリアナ沖海戦の2日間の戦闘で対空戦闘に参加し、日本海軍の航空部隊に打撃を与えた。マリアナ沖海戦の勝利によって制海権を確保したため、グアム島上陸に先立って艦砲射撃を行った。その後、任務が終了し8月10日にマリアナ諸島を出発、マーシャル諸島のエニウェトクに向かった。
ガダルカナル島で訓練を受けた後、9月6日にパラオ諸島の攻撃のためポートパービスを出港。 出港して6日後、高速輸送艦「ノア」（Noa APD-24）に衝突した。「ノア」は6時間で沈没し、「フラム」は大破した。それでも、「フラム」は「ノア」の乗組員を救助しただけでなく、ペリリュー島攻撃の際、艦砲射撃などを行った。その後マヌス島で修理を行った。
「フラム」は12月24日の訓練のためにハワイの真珠湾に戻り、パガン島でレーダーピケット任務を行った後、1945年2月15日にサイパン島に到着した。ここで硫黄島攻撃の任務部隊に加わり、2月16日に出撃。2月28日まで続いた戦闘で火力支援を行った。レイテ島で補給を行った後、3月27日に沖縄攻略のため護衛空母群の護衛として3月27日に出航した。 4月1日の沖縄上陸作戦時に援護射撃を行った。
5月4日、護衛空母「サンガモン」を護衛していた時、「サンガモン」に突っ込もうとしていた特攻機に対し対空砲火でほかの護衛の駆逐艦と共に多数を撃墜したが、1機が「サンガモン」の飛行甲板に激突、多くの乗組員が死傷し、火災が発生した。そこで、護衛していた「フラム」も消火作業を手伝うため集まった。また、「サンガモン」の通信設備がほぼ使えなくなったため、「フラム」を介して通信を行った。
1945年5月13日から、「フラム」は対潜哨戒、渡具知海岸での対空射撃支援任務などを行った。7月1日、沖縄から上陸用舟艇をグアムまで護衛し、護衛空母をグアムからマーシャル諸島のエニウェトクまで護衛した。「フラム」は北へさらなる攻撃作戦を行うため、8月11日ににエニウェトクを出港しアリューシャン列島のアダック島へ向かったが、日本の降伏後に到着した。しかし11月13日にピージェット・サウンド海軍造船所に入るまでアリューシャン列島で護衛と哨戒の任務を行った。
1946年3月、「フラム」は本土のサンディエゴに向けて航海し、1947年1月15日に退役、1962年年7月7日にバージニア沖にて標的艦として撃沈された。